# Pohoří (Plánice)
Pohoří je malá vesnice, část města Plánice v okrese Klatovy v Plzeňském kraji. Nachází se asi pět kilometrů severovýchodně od Plánice. Pohoří leží v katastrálním území Pohoří u Lovčic o rozloze 4,06 km².
Na katastrálním území obce se nachází významná bažantnice, kde jsou kromě bažantů obecných chováni i bažanti královští a dříve také krocani divocí.

## Historie
První písemná zmínka o vesnici pochází z roku 1558.

## Obyvatelstvo
| Rok            | 1869 | 1880 | 1890 | 1900 | 1910 | 1921 | 1930 | 1950 | 1961 | 1970 | 1980 | 1991 | 2001 | 2011 | 2021 |
| -------------- | ---- | ---- | ---- | ---- | ---- | ---- | ---- | ---- | ---- | ---- | ---- | ---- | ---- | ---- | ---- |
| Počet obyvatel | 177  | 158  | 162  | 162  | 152  | 147  | 119  | 103  | 96   | 86   | 58   | 37   | 42   | 37   | 44   |
| Počet domů     | 26   | 27   | 28   | 28   | 27   | 26   | 26   | 27   | 25   | 25   | 17   | 22   | 25   | 24   | 24   |

## Obecní správa
Při sčítání lidu v letech 1850–1920 Pohoří bylo osadou obce Bližanovy v okrese Klatovy. V letech 1921–1960 bylo samostatnou obcí, se kterým patřilo nejprve do okresu Klatovy, ale v roce 1950 v okrese Horažďovice. V letech 1961–1979 bylo částí obce Lovčice v okrese Klatovy. Od 1. ledna 1980 je částí města Plánice v okrese Klatovy.

## Pamětihodnosti
- Dům čp. 19

## Galerie

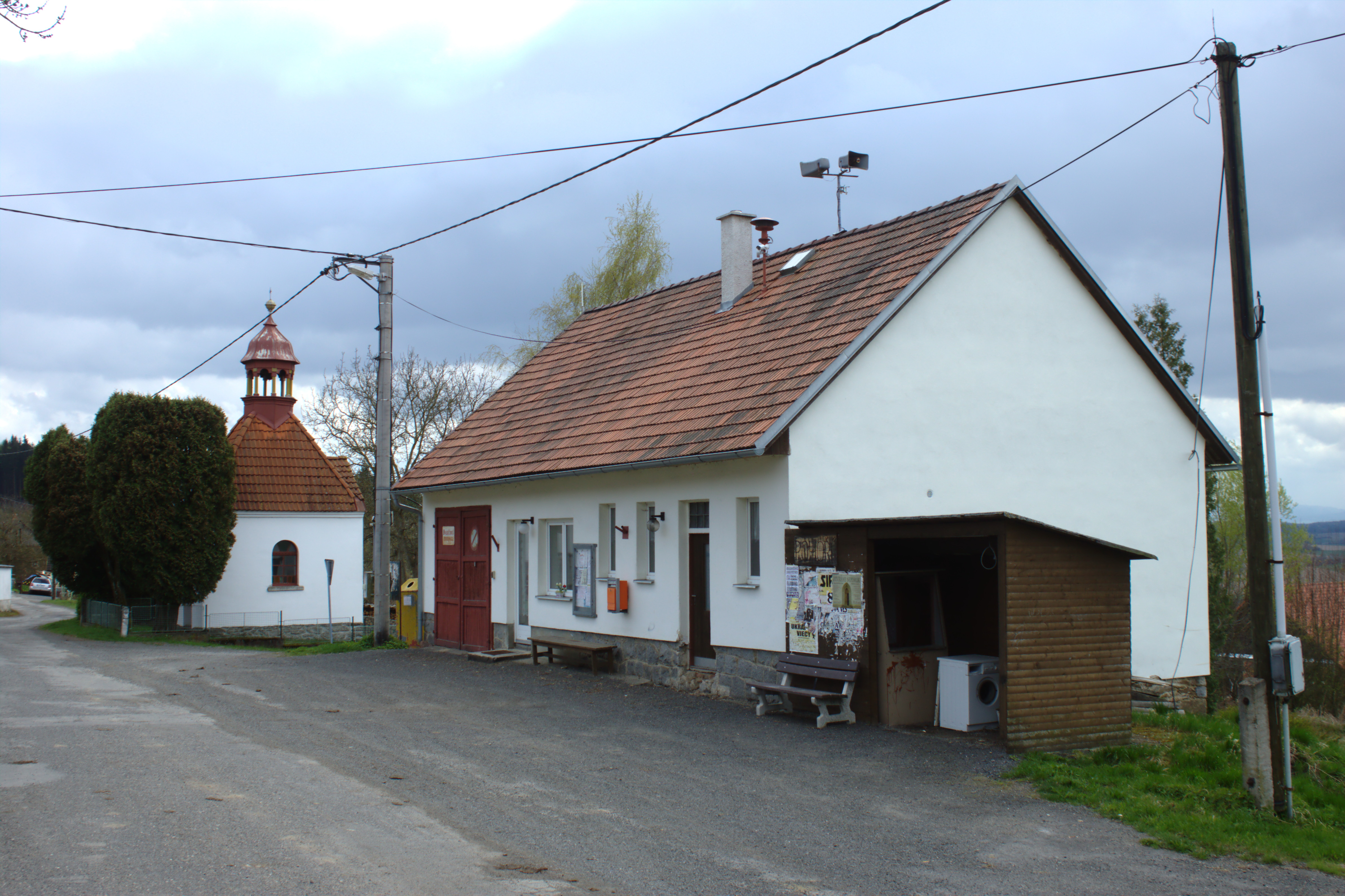
Náves s kaplí
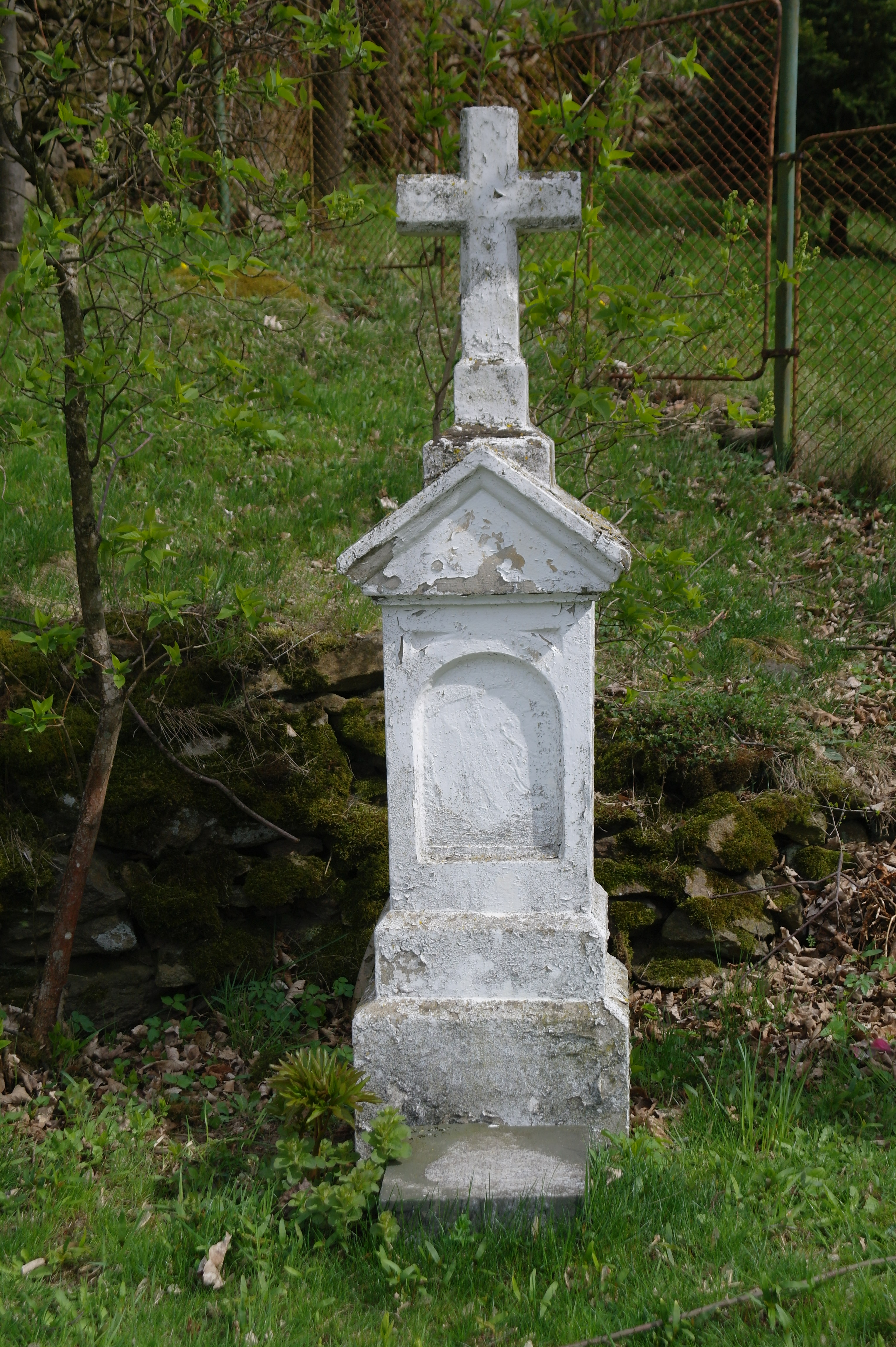
Kříž
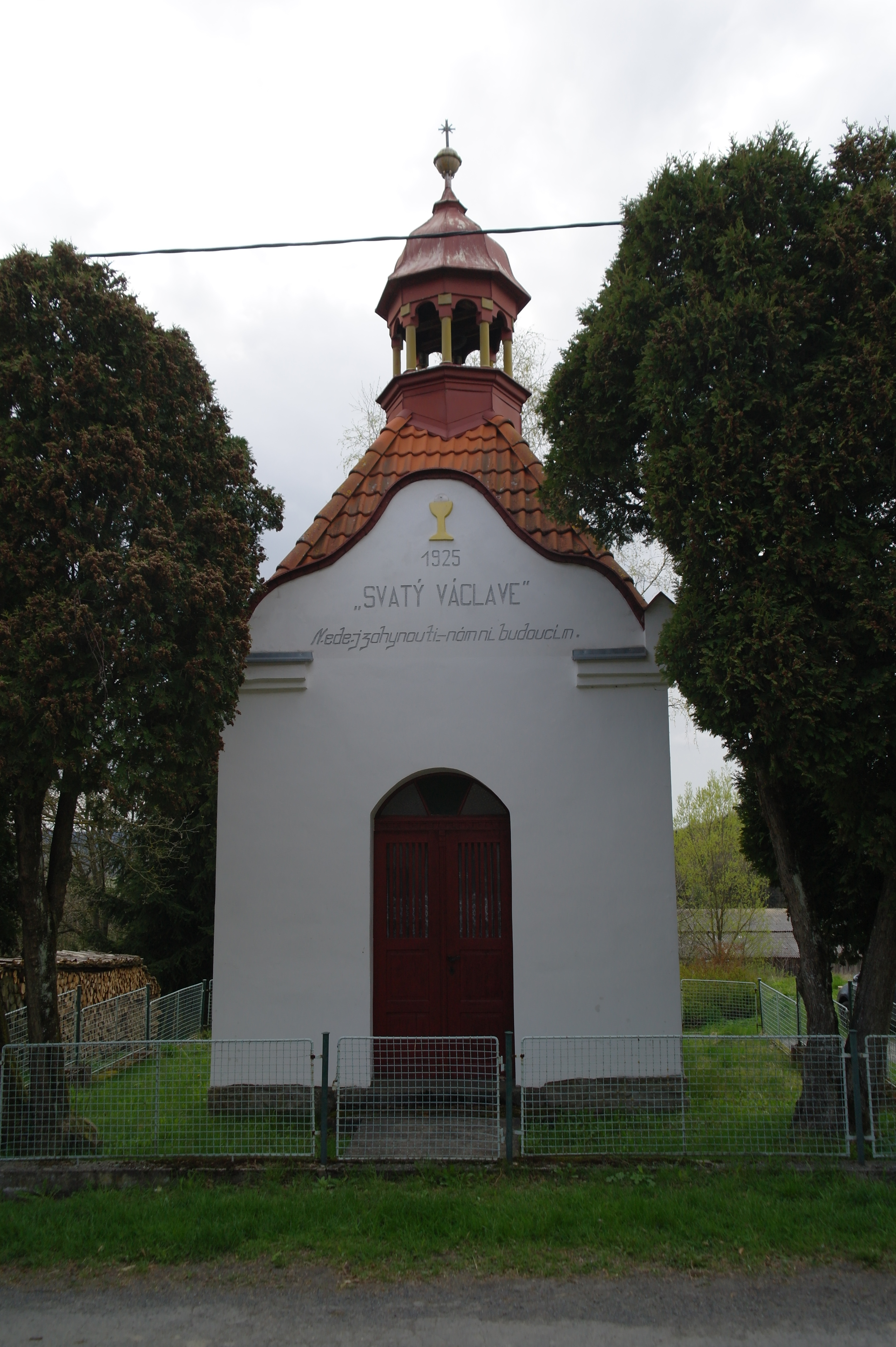
Kaple svatého Václava